# Stomoxys taeniatus
Stomoxys taeniatus är en tvåvingeart som beskrevs av Jacques-Marie-Frangile Bigot 1888. Stomoxys taeniatus ingår i släktet Stomoxys och familjen husflugor. Inga underarter finns listade i Catalogue of Life.